# الكلية الأسترالية للإعلام (الأردن)
الكلية الأسترالية للإعلام هي إحدى الكليات العالمية الخاصة في مجال الإعلام الإبداعي. وهي مملوكة في عمّان لمجموعة لومينوس للتعليم والتي تمتلك معظم رخص الكلية الأسترالية للإعلام في الوطن العربي أيضًا.

## التخصصات الدراسية
توفر الكلية الأسترالية لفنون الإعلام في عمان درجة البكالوريوس البريطاني والدبلومات في ثلاثة تخصصات دراسية رئيسية هي صناعة الأفلام، الرسوم المتحركة، هندسة الصوت. كما يتوافر مجموعة من المساقات التعليمية القصيرة في مجالات التسويق الرقمي والتصوير وغيرها.

## شراكات مع مؤسسات تعليمية أخرى
تعمل الكلية الأسترالية لفنون الإعلام في عمان على تقديم البرامج الدراسية بالتعاون مع الكلية الأسترالية للإعلام و جامعة ميدلسكس. الكلية الأسترالية للإعلام هي مؤسسة معتمدة من جامعة مدلسكس في لندن. يحصل الطلاب الناجحين في البرامج على درجة البكالوريوس عند تحقيق شروط التخرج في البرامج المتحقق من شروطها من جامعة ميدلسكس في لندن. العلاقة بين الكلية الأسترالية للإعلام و جامعة ميدلسكس علاقة قوية على مدار ال 18 سنة الماضية.
خضعت الكلية الأسترالية للإعلام لمراجعة من قبل Quality Assurance Agency for Higher Education (QAA). وأصبحت في 2013 جزءاً من منظمة (GuildHE) التي تمثل رؤساء مؤسسات التعليم العالي وهي واحدة من مؤسستين معترف بهما كممثل للتعليم العالي في المملكة المتحدة.

## روابط خارجية
الموقع الرسمي للكلية الأسترالية لفنون الإعلام في عمان SAE Media Institute